# Ferdinand Urbánek
Ferdinand Urbánek (20. května 1821 Kroměříž – 27. října 1887 Praha) byl český cukrovarnický podnikatel, politik a organizátor kulturního života v Čechách a na Moravě.

## Biografie
Narodil se v Kroměříži v roce 1821 Václavu Urbánkovi nájemci dnes již neexistujícího biskupského mlýna, který stával za Mlýnskou branou u Biskupské mincovny. Vystudoval gymnázium v Kroměříži, filozofii v Brně a práva v Olomouci. Roku 1844 se přestěhoval do Čech, přičemž pracoval v Libějicích a Lysé nad Labem. V roce 1849 byl zaměstnán jako dozorce na stavbě cukrovaru v Lysé, o rok později se vrátil na Moravu a vybudoval cukrovar v Kvasicích. Cukrovar zřídil se svým švagrem Emanuelem von Proskowtzem.
Stal se také předsedou hospodářského spolku na Hané. V oboru pak působil po zbytek života; po roce 1861, kdy se znovu odstěhoval do Čech, založil ještě závody v Modřanech, Sadové a Zdicích. Roku 1870 prosadil vznik českého cukrovarnického spolku a stal se jeho předsedou. Stál také u vzniku úvěrního ústavu v Hradci Králové a Živnobanky v Praze, a byl ředitelem Hypoteční banky Království českého.
Olomoucká obchodní komora jej v době pobytu na Moravě zvolila za poslance Moravského zemského sněmu.
Od roku 1863, podle dobového zdroje ale až od doplňovacích voleb v říjnu 1865, zasedal na Českém zemském sněmu, kam byl zvolen za kurii venkovských obcí, obvod Jaroměř, Dvůr Králové. V srpnu 1868 patřil mezi 81 signatářů státoprávní deklarace českých poslanců, v níž česká politická reprezentace odmítla centralistické směřování státu a hájila české státní právo.
Český zemský sněm ho roku 1871 zvolil poslancem Říšské rady (celostátní zákonodárný sbor, tehdy ještě nevolen přímo, ale tvořen delegáty jednotlivých zemských sněmů), kde reprezentoval kurii venkovských obcí. V souladu s tehdejší českou opoziční politikou pasivní rezistence ale mandát nepřevzal a do sněmovny se nedostavil. Jeho mandát tak byl 23. února 1872 prohlášen pro absenci za zaniklý. Totéž se opakovalo po prvních přímých volbách do Říšské rady roku 1873, kdy získal mandát poslance za kurii venkovských obcí, obvod Hradec Králové, Jaroměř, Nové Město atd. Z politických důvodů se nedostavil do sněmovny, čímž byl jeho mandát prohlášen za zaniklý.
Bohatá byla i jeho činnost v oblasti národní kultury. Stal se zakládajícím členem Hlaholu, Sokola, Umělecké besedy, Měšťanské besedy, Slovanské besedy ve Vídni a Moravské besedy v Brně. Nejvýznamnější pozicí pak bylo jeho předsednictví ve sboru pro vystavění Národního divadla, které zastával od roku 1865. Společně s Karlem Sladkovským měl velké zásluhy o zdárný výsledek celého projektu. Byl blízkým přítelem Karla Linhy, starosty Sokola.
Ke konci života zasáhly Urbánkovy podniky velké ztráty. Přijal proto zaměstnání jako úředník – vrchní inspektor cukrovarů.
Urbánek byl současníky uznávaný pro vlastenectví, obětavost, čestnost a poctivost. Byl považovaný za vzor vzdělaného průmyslníka, národovce i lidumila. Roku 1866 se stal nositelem Řádu Františka Josefa.
Urbánek až do své smrti žil v Podolí v usedlosti Neumanka. Byl pochován na Vyšehradském hřbitově. Jeho vnučkou byla česká spisovatelka Anna Maria Tilschová.